# باولو باريتو مينيزيس
باولو باريتو مينيزيس هو سياسي برازيلي، ولد في 9 أكتوبر 1925 في Riachuelo, Sergipe ‏ في البرازيل، وتوفي في 15 فبراير 2016 في أراكاجو في البرازيل.